# Sjtsjastlivy vmeste
Sjtsjastlivy vmeste (Russisch: Счастливы вместе, Nederlands: Gelukkig samen) is een Russische bewerking van de Amerikaanse televisieserie Married... with Children. In 2012 is de productie van het zevende seizoen van start gegaan.

## Verhaal
Het verhaal volgt een typische Russische familie in Jekaterinenburg. Gennadi Boekin verkoopt damesschoenen en is getrouwd met Jevdokia Bannych. Samen hebben ze twee kinderen, de knappe en populaire dochter Svetlana en de slimme maar impopulaire zoon Roman. Hun buurvrouw Jelena is een zeer egocentrische, en in de ogen van Gennadi zeer onaantrekkelijke, vrouw die enkel denkt aan haar carrière.

## Cast
| Acteur               | Personage                                    | Opmerkingen                            |
| -------------------- | -------------------------------------------- | -------------------------------------- |
| Viktor Loginov       | Gennadi "Gena" Boekin                        | Originele versie: Al Bundy             |
| Natalja Botsjkarjova | Jevdokia "Dasja" Jevkakievna Boekina-Bannych | Originele versie: Peggy Bundy          |
| Darja Sagalova       | Svetlana "Sveta" Boekina                     | Originele versie: Kelly Bundy          |
| Aleksandr Jakin      | Roman Boekin                                 | Originele versie: Bud Bundy            |
| Georgi Drones (stem) | Baron Boekin                                 | Originele versie: Buck                 |
| Joelia Zacharova     | Jelena "Lena" Stepanova                      | Originele versie: Marcy Rhoades/D'Arcy |
| Aleksej Sekirin      | Jevgeni Varfolomejevitsj Stepanov            | Originele versie: Steve Rhoades        |
| Pavel Savinkov       | Anatoli "Tolik" Poleno                       | Originele versie: Jefferson D'Arcy     |